# Torreões
Torreões é um distrito do município de Juiz de Fora, em Minas Gerais. Situado a sudoeste da sede municipal, possui área de 374,5 km², na qual estão inseridos os povoados de Torreões (sede), Humaitá, Monte Verde, Toledos e Pirapitinga . É banhado pelo Rio do Peixe.
O distrito foi fundado com o nome de São Francisco de Paula, em 14 de maio de 1858, pela Lei Provincial n° 865, passando a chamar-se Torreões em 31 de dezembro de 1943 pelo decreto-lei estadual n° 1 058.